# Rio Ribeira (vattendrag i Brasilien, lat -25,26, long -50,63)
Rio Ribeira är ett vattendrag i Brasilien.   Det ligger i delstaten Paraná, i den södra delen av landet, 1 100 km söder om huvudstaden Brasília.
I omgivningarna runt Rio Ribeira växer i huvudsak städsegrön lövskog. Runt Rio Ribeira är det glesbefolkat, med 16 invånare per kvadratkilometer.